# Vexibia leachiana
Vexibia leachiana là một loài thực vật có hoa trong họ Đậu. Loài này được (M. Peck) W.A. Weber miêu tả khoa học đầu tiên năm 1989.